# Mike Burns
Michael Thomas („Mike”) Burns (ur. 14 września 1970 w Marlborough w stanie Massachusetts). Były obrońca grający w reprezentacji Stanów Zjednoczonych podczas Mistrzostw Świata w piłce nożnej w 1994 i 1998 roku. Obecnie dyrektor sportowy w New England Revolution.
W wieku sześciu lat zaczął grać w piłkę w lokalnych ligach. Później reprezentował swoją szkołę średnią Marlborough High School. W 1987 został wybranym najlepszym piłkarzem szkół średnich w Massachusetts. W latach 1988–1991 uczęszczał do Hartwick College. Po ukończeniu tej uczelni Burns grał w reprezentacji olimpijskiej, która przygotowywała się do Igrzysk w 1992 roku. Wcześniej brał udział w Mistrzostwach Świata U-16 w 1987 i U-20 w 1989. W tych drugich Stany Zjednoczone zajęły czwarte miejsce.
W 1995 Major League Soccer rozpoczęła proces tworzenia klubów piłkarskich. Jego integralną częścią była pewność, że każda drużyna ma sprawiedliwą liczbę piłkarzy. W procesie alokacji, MLS przydzieliła Burnsa do drużyny New England Revolution. W sierpniu został on jednak wypożyczony do duńskiego Viborgu. W 1998, dwa lata po powrocie do MLS, Burns został wybrany do drużyny All Star. Rok później zależało mu na ponownym transferze do Europy, ale żaden klub nie wyraził zainteresowania, więc Amerykanin został zmuszony do powrotu do Revolution. W czerwcu 2000 roku wraz z Danem Calichmanem przeniósł się do San Jose Earthquakes w zamian za Mauricio Wrighta. W barwach Earthquakes rozegrał 18 spotkań, ale po dziesięciu miesiącach zmienił klub na Kansas City Wizards. Karierę zakończył w 2002, co było poprzedzone kolejną nominacją do All-Star.
Z drużyną narodową uczestniczył w Mistrzostwach Świata 1994, ale na boisku nie pojawił się ani minuty. Cztery lata później, na mundialu we Francji wystąpił w dwóch meczach grupowych.
10 kwietnia 2005 przejął posadę dyrektora sportowego w New England Revolution.